# Ptychidio jordani
Ptychidio jordani és una espècie de peix cipriniforme de la família dels ciprínids.

## Morfologia
- Els mascles poden assolir 27 cm de longitud total[1] i 500 g de pes.[2]

## Hàbitat
És un peix d'aigua dolça i de clima subtropical.

## Distribució geogràfica
Es troba a Àsia: riu Zhujiang a la Xina.